# Merlo (San Luis)
Pour les articles homonymes, voir Merlo.
Merlo est une localité de la province de San Luis, en Argentine dans le Département de Junín. Elle est située à 250 km de Córdoba, à 650 km de Rosario et à 751 km de Buenos Aires.